# Estaca de Bares
Estaca de Bares es un cabo español situado en el municipio de Mañón, provincia de La Coruña, en la comunidad autónoma de Galicia. Constituye el punto más septentrional de España y de la península ibérica, sin tener en cuenta el islote de Estaquín de Sigüelos al norte.
Desde la Estaca de Bares y el vecino cabo Ortegal en Cariño (donde según el Instituto Geográfico Nacional y la Organización  Hidrográfica Internacional se juntan el Atlántico  y el Cantábrico)[cita requerida] hasta la frontera portuguesa se extiende la costa más recortada del litoral español, un caso comparable en Europa solamente a las costas bretonas.[cita requerida]
El 31 de octubre de 1933 (orden de 31 de julio de 1933)
la «Punta del Semáforo en el cabo de Vares» fue declarado sitio natural de interés nacional.

## Descripción
Este cabo está enmarcado en un paisaje impresionante, en el que acantilados separan las rías de Ortigueira y del Barquero. Constituye un estupendo observatorio ornitológico en el que se ha contabilizado el paso anual de más de 280.000 aves migratorias, entre las que destaca el alcatraz atlántico (Morus bassanus) y diversas especies de procellariiformes como la pardela pichoneta (Puffinus puffinus) y la pardela cenicienta (Calonectris diomedea). Lugar declarado de interés nacional. La temperatura es suave.
- Media anual: 13,1 °C
- Precipitaciones: 1370 mm.

En el extremo norte del cabo se ubica el faro de Estaca de Bares, el más septentrional de la península.

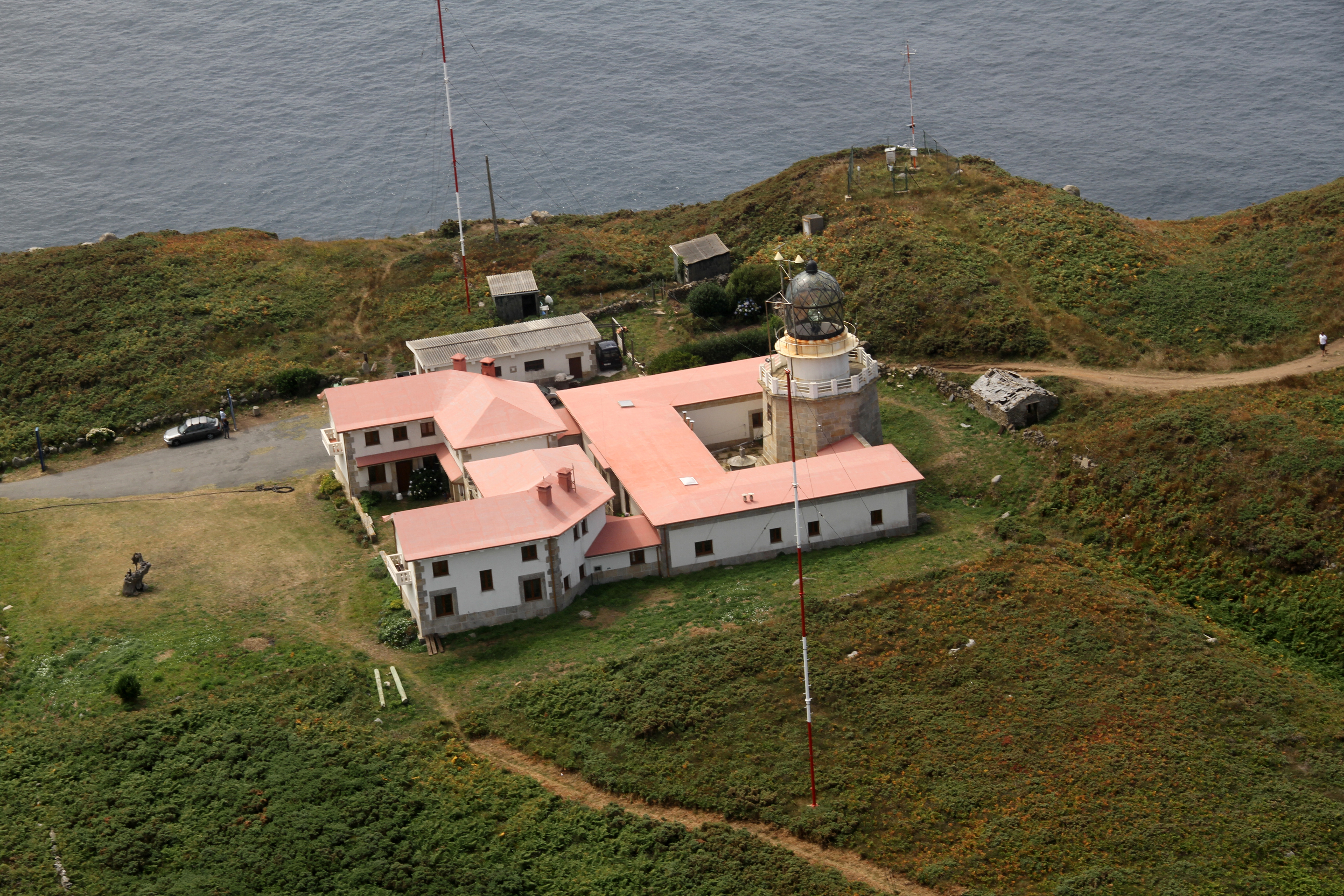
Faro en Estaca de Bares

En este enclave existen instalaciones militares abandonadas. Una de ellas era una instalación de los Guardacostas de los Estados Unidos desde principio de los años 1960, como una base loran (del inglés  LOng RAnge Navigation). La estación de Estaca de Bares operaba conjuntamente con las estaciones del gobierno británico en East Blockhouse, Gales y, hasta 1973, del gobierno francés en Porspoder, Francia. En 1978, tras la finalización de las operaciones LORAN de los Guardacostas, la Fuerza Aérea de los Estados Unidos asumió el control de la base. La base funcionó como una estación de comunicaciones hasta 1991. En la actualidad, estas instalaciones están en ruinas.